# Bugatti (Bekleidung)

bugatti Signet

Die bugatti Holding Brinkmann GmbH & Co. KG ist ein 1947 als F. W. Brinkmann GmbH & Co. KG gegründeter Herrenbekleidungshersteller mit Sitz im ostwestfälischen Herford.
In der Holding vereint sind mehrere Hersteller von Textil-Markenware, für die zum Teil auch Lizenzen an andere Hersteller vergeben werden. Die Gruppe ist gleichzeitig Lizenznehmer und produziert für andere Unternehmen. Die bekannteste und umsatzstärkste Marke des Unternehmens ist bugatti, die zur bugatti GmbH (bis 2010: F. W. Brinkmann GmbH) innerhalb der Brinkmann-Holding gehört. Seit 1978 werden unter diesem Markennamen Herrenmäntel hergestellt. Im Laufe der Zeit kamen weitere Oberbekleidungsartikel, Schuhe und Accessoires für Herren hinzu. Ab Ende 2010 wurde das bugatti-Portfolio um als Lizenz vergebene Damenschuhe und -Handtaschen, ab 2011 um eigengefertigte Damen-Jacken und -Mäntel erweitert. Mit dem gleichnamigen Automobilhersteller hat das deutsche Unternehmen nichts zu tun.

## Brinkmann-Gruppe
Zur Brinkmann-Gruppe gehörten über die Jahre verschiedene Unternehmen:
- bugatti GmbH (1978 gegründet) mit der Marke bugatti und der Lizenzmarke (Doris) Hartwich (bis 2012)
- Roland Kleidung GmbH (1956 erworben), Einzelhandelsgeschäft für Damen- und Herrenmode in Bremen
- Pikeur Reitmoden in Werther (1990 erworben) mit den Marken Pikeur und Eskadron (Reitausrüstung)
- WILVORST Herrenmoden in Northeim (Mehrheitsbeteiligung seit 1993) mit den Marken Wilvorst, atelier torino (2002 erworben), Tziacco und Corpus Line by Odermark. Die Odermark Bekleidungswerke in Goslar (1980 erworben), Marktführer für Maßkonfektion, wurden 2010 in die Wilvorst Herrenmoden GmbH integriert.
- Dressler Bekleidungswerke in Großostheim (2003 erworben) mit den Marken Eduard Dressler und Kaiser Design (bis 2013) sowie den Lizenzmarken Daks(bis 2017) und Etienne Aigner (Etienne Aigner bis 2013).
- Wilhelm Blicker GmbH & Co KG in Karlsruhe (1975 erworben, 2009 liquidiert) mit der Eigenmarke Eres (von Dressler bis 2011 weitergeführt)[6] sowie der Lizenzmarke Burberry (bis 2009)
- Pefri (Petrykowski & Fritz) Herrenmantelfabrik (Lederbekleidung) in Rödermark (seit 1967; 2000 liquidiert)

Ende März 2010 zog die Maßkonfektion von Goslar nach Northeim, das Stammwerk in Goslar wurde 2010 geschlossen. Der 1937 gegründete Herrenhosenproduzent Statz (Erkelenz-Borschemich) wurde im Jahre 2001 übernommen. Da die Firma jedoch nicht aus der Verlustzone herauskam, wurde sie im Jahre 2007 geschlossen. Die 1975 übernommene Wilhelm  Blicker Herrenmantelfabrik in Karlsruhe wurde im März 2009 geschlossen.

## Standorte

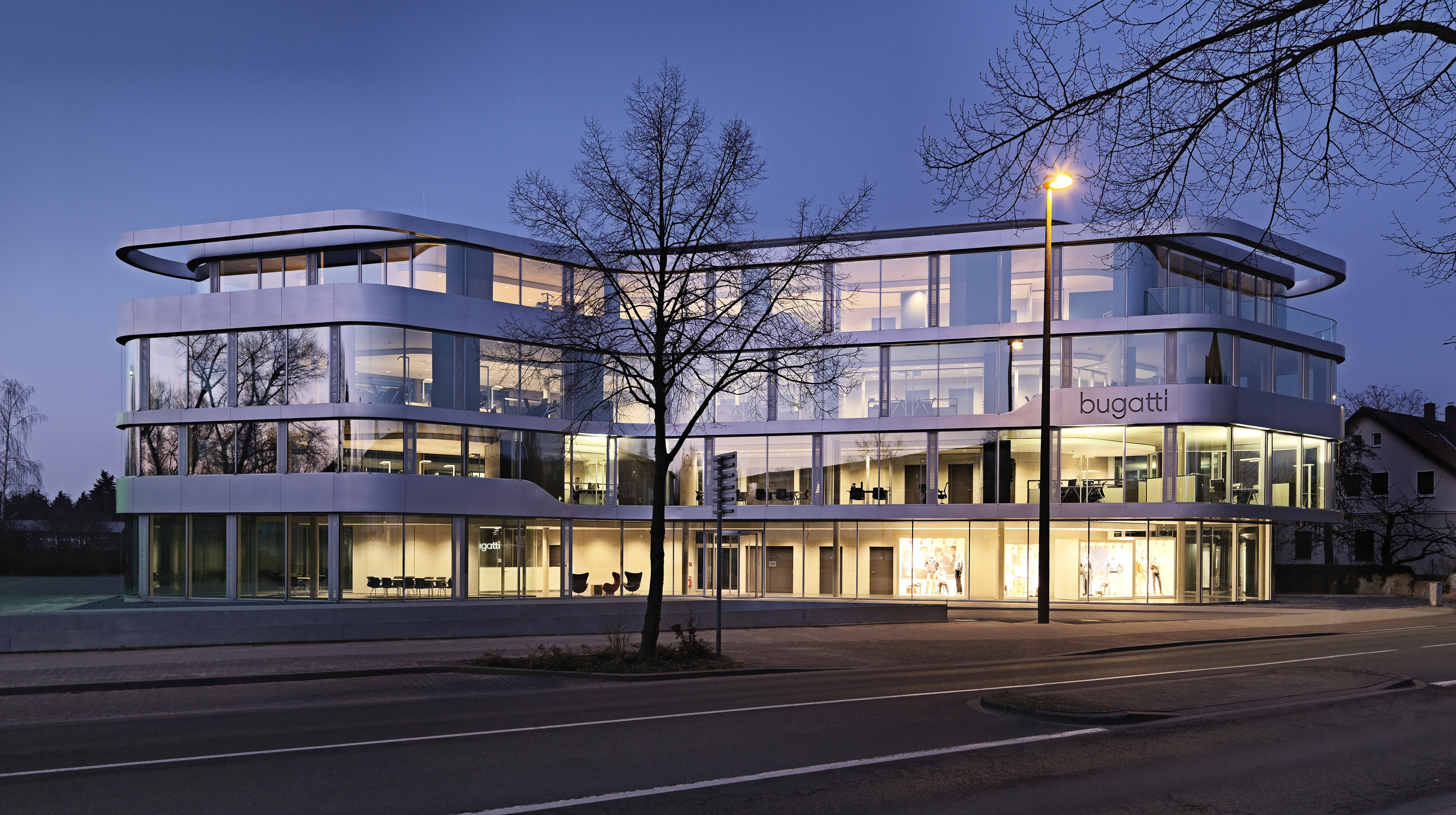
Das neue Verwaltungsgebäude (2012) in Herford

Außer in Herford gibt es Standorte in Werther (Pikeur, Eskadron), Großostheim (Dressler, DAKS), und Northeim (Wilvorst, Tziacco, atelier torino).

## Geschichte
Die Firma wurde 1947 von Friedrich Wilhelm Brinkmann (1920–1994) als Lohnkonfektion für Damen- und Herrenbekleidung in Löhne (Westfalen) gegründet. Zunächst fertigte das Unternehmen Herren-Mäntel und -Hosen. Über Bad Oeynhausen (1950) kam das stetig wachsende Unternehmen 1953 an seinen heutigen Standort in Herford, wo damals bereits 260 Mitarbeiter beschäftigt wurden. 1961 wurden aus Export-Gründen ein Produktionsbetrieb und eine Vertriebsgesellschaft (Brinkmann Lord Italia SRL) in Italien gegründet. Unter dem Namen Lord International wurde eine Modekollektion für Herren etabliert. Im Laufe der Jahre wurden andere deutsche Textilhersteller erworben und integriert (Blicker, Odermark, Pikeur, Wilvorst, Dressler), siehe Abschnitt "Brinkmann-Gruppe" oben.
1978 wurde in Herford die Marke bugatti, zunächst als Mantel-Marke für Herren, lanciert und der Markenname beim Deutschen Patentamt (heute Deutsches Patent- und Markenamt) eingetragen. Laut Unternehmen ist der Markenname bugatti darauf zurückzuführen, dass der damalige Marketing-Chef der Firma Brinkmann einen wohlklingenden italienischen Namen suchte und im Telefonbuch von Mailand fündig wurde. In den 1980er Jahren wurde das bugatti-Portfolio zum Komplett-Outfit im Bereich Sportswear für Herren ausgebaut, ab den 1990er Jahren wurden Lizenzen an andere Hersteller vergeben. Zum Stand 2018 bestanden 14 Lizenzen (unter anderem für Schuhe, Gürtel, Unterwäsche, Lederjacken, Hüte, Bettwäsche, Socken, Lederwaren). Seit den 1990er Jahren gehören auch klassische Anzüge und Sakkos zum bugatti-Sortiment. Gleichzeitig erfolgte die internationale Expansion, weshalb 1990 Markenrechte für die Benelux-Länder und 1998 für Großbritannien und Finnland übernommen wurden. 1999 entstand eine Vereinbarung mit dem VW-Konzern (seit 1998 Eigentümer der Automobilmarke Bugatti) bezüglich der Markenrechte für Italien und Frankreich. Ansonsten hat die deutsche Bekleidungsmarke bugatti keine Verbindung zur Automarke Bugatti. Die Freizeitbekleidung der Automarke Bugatti, Bugatti Collection, wird bspw. von der Braunschweiger Vierke Corporate Fashion + Concepts GmbH betreut. Unter dem Namen bugatti werden für Herren Bekleidung, Wäsche, Accessoires, Schuhe, Lederwaren und Heimtextilien angeboten. Für Damen gibt es seit 2011 Jacken und Schuhe, die zunächst nur in Italien, dann auch in Österreich und Russland, und schließlich ab 2012 auch in Deutschland angeboten wurden. Im Sommer 2012 ging ein Webshop des Unternehmens online.
Zum 1. Januar 2011 wurde die F. W. Brinkmann GmbH im Rahmen einer Umstrukturierung in bugatti GmbH und die Holding Friedrich W. Brinkmann GmbH & Co. KG in bugatti Holding Brinkmann GmbH & Co. KG umbenannt.

## Unternehmensdaten
Der Umsatz der bugatti Holding Brinkmann lag im Jahr 2023 bei 202 Millionen Euro (Gruppenumsatz 2022: 201 Mio. Euro). Die Marke bugatti ist mit einem Exportanteil von 56 Prozent heute in über 60 Ländern der Welt vertreten. Hauptexportländer von bugatti sind Italien, Österreich, Irland, Belgien, Polen und Frankreich. In Deutschland waren im Jahr 2023 innerhalb der Gruppe 615 Mitarbeitende beschäftigt, davon 270 in Herford. Weltweit ist bugatti mit 41 Stores vertreten. Hinzu kommen 16 Stores sowie sieben Outlets in Deutschland. Fabrikverkaufsstellen (Factory Outlets) gibt es in Herford, Bad Münstereifel, Zweibrücken, Montabaur, Brena, Ochtrup und Wolfsburg. Das erste Geschäft wurde 1997 in Bremen eröffnet. In China wurden vom Lizenznehmer für Lederwaren bugatti-Boutiquen für Accessoires eröffnet. Darüber hinaus gibt es weltweit Shops-in-Shop von bugatti in größeren Bekleidungsgeschäften oder Kaufhäusern. 14 Lizenzpartner nutzen die Marke bugatti für Kopfbedeckungen, Lederjacken, Krawatten, Gürtel, Socken, Schuhe, Bademäntel, Unterwäsche, Geldbörsen, (Handy-)Taschen und Bettwäsche. 
Geschäftsführende Gesellschafter der bugatti Holding Brinkmann sind seit 1986 (bis 1994 zusammen mit Vater Friedrich Wilhelm Brinkmann) Wolfgang Brinkmann und Klaus Brinkmann, die Söhne des Firmengründers. Seit dem Jahr 2016 gehören zur Unternehmensspitze Markus Brinkmann (Sohn von Wolfgang Brinkmann) und Julius Brinkmann (Sohn von Klaus Brinkmann). Wolfgang Brinkmann ist zudem Vizepräsident des Verbandes der Nordwestdeutschen Textil- und Bekleidungsindustrie. Klaus Brinkmann war von 2003 bis 2011 Präsident des deutschen Modeverbandes GermanFashion. Die beiden Brüder sind Hobby-Springreiter. Wolfgang Brinkmann, der auch einen Reiterhof besitzt, wurde 1988 in Seoul Olympiasieger im Mannschafts-Springreiten.

## Kritik
Das INKOTA-netzwerk verwies im Jahr 2024 auf Verstöße gegen Arbeitsrechte in indischen Produktionsstätten, die u. a. für Bugatti arbeiten. Es forderte die Einhaltung des Lieferkettensorgfaltspflichtengesetzes.